# Egaal raspspinnetje
Het egaal raspspinnetje (Crustulina sticta) is een spinnensoort in de taxonomische indeling van de kogelspinnen (Theridiidae).
Het dier behoort tot het geslacht Crustulina. De wetenschappelijke naam van de soort werd voor het eerst geldig gepubliceerd in 1861 door Octavius Pickard-Cambridge.